# Оразалинов, Илюбай Атагаевич
Илюбай Атагаевич Оразалинов (каз. Елубай Атағайұлы Оразалинов, родился 17 июля 1955 в Ефремовке) — казахский политический деятель, аким Экибастуза в 1995—1998 годах; депутат Мажилиса Казахстана IV созыва.

## Биография
Родился 17 июля 1955 года в Ефремовке (Павлодарский район, Павлодарская область). Происходит из рода канжыгалы племени аргын.
Окончил Павлодарский индустриальный институт в 1978 году по специальности «инженер-механик» и Центр подготовки менеджеров при Российской экономической академии имени Г. В. Плеханова в 1996 году (магистр экономики).
Работал инженером-технологом учреждения АП-162/7 в Павлодаре, механиком автобазы треста «Павлодарсельстрой»; также занимал пост заместителя начальника Ермаковского АТП и заместителя директора ФБО в городе Экибастуз с 1978 по 1986 годы. До 1992 года — директор Экибастузского пивоваренного завода.
В городской администрации Экибастуза работал с 1992 года, занимал пост заместителя главы Экибастузской городской администрации и первого заместителя главы Павлодарской городской администрации. В 1995—1998 годах занимал пост акима города Экибастуза. Член партии «Нур Отан». Позднее работал на следующих постах:
- заместитель начальника управления труда и социальной защиты населения Павлодарской области (1998—1999)
- начальник Северо-Казахстанского управления по статистике и анализу (1999—2001);
- начальник управления автомобильных дорог по Павлодарской области (2001—2003);
- начальник управления делами акима Павлодарской области (2003)
- аким города Аксу (декабрь 2003 — июль 2007)[2]

Избирался в Мажилис Парламента Республики Казахстана IV созыва от партии «Нур Отан» (2007—2011), член комитета по вопросам экологии и природопользованию. Работал наблюдателем от МПА СНГ на парламентских выборах в Белоруссии 2008 года.
Супруга — Дамежан Байбулатовна Тулендина, сын — Ержан, эколог, заместитель председателя общественного объединения «Мир экологии».

## Награды
- Орден «Знак Почёта»
- Медаль «Ерен Еңбегі үшін»
- Медаль «10 лет независимости Республики Казахстан»
- Медаль «10 лет Конституции Республики Казахстан»
- Медаль «10 лет Парламенту Республики Казахстан»
- Медаль «10 лет Астане»
- Медаль «20 лет независимости Республики Казахстан»
- Медаль «20 лет Астане»
- Почётный гражданин города Аксу (2011)
- Почётный нагрудный знак «За заслуги перед городом» (2006)
- Юбилейный нагрудный знак «50 лет городу Аксу» (2011)